# Montauville
Montauville település Franciaországban, Meurthe-et-Moselle megyében. Lakosainak száma 1089 fő (2022. január 1.). Montauville Norroy-lès-Pont-à-Mousson, Blénod-lès-Pont-à-Mousson, Fey-en-Haye, Jezainville, Maidières, Mamey, Martincourt, Pont-à-Mousson és Gézoncourt községekkel határos.

## Népesség
A település népességének változása:
| Lakosok száma | 793  | 951  | 1078 | 1162 | 1143 | 1086 | 1056 | 1078 | 1087 | 1089 |
|               | 1968 | 1982 | 1990 | 2006 | 2013 | 2015 | 2017 | 2019 | 2020 | 2022 |